# Козловский, Симон Мартин
Симон Мартин Козловский (пол. Szymon Marcin Kozłowski; 5 ноября 1819, Олита, Российская империя — 14 ноября 1899, Санкт-Петербург) — российский католический епископ, девятый архиепископ могилёвский.

## Биография
Родился в 1819 году в Олите (совр. литовский Алитус). Учился в виленской семинарии и в только что основанной санкт-петербургской Духовной академии, которую окончил в 1845 году со степенью магистра богословия. 23 сентября 1844 года рукоположен в диаконы, 23 декабря 1844 года — в священники.
Преподавал в гимназии Ковно и Виленской семинарии. С 1848 года профессор Санкт-петербургской духовной академии, с 1851 по 1864 года занимал пост ректора Виленской семинарии. В 1877 году назначен ректором Санкт-петербургской духовной академии.
15 марта 1883 года назначен епископом Луцка-Житомира. Епископская хиротония состоялась 13 мая 1848 года в церкви Святой Екатерины в Санкт-Петербурге.
14 декабря 1891 года папа Лев XIII назначил епископа Козловского новым архиепископом-митрополитом могилёвским. Митрополит проявлял лояльность в отношении русского правительства, однако также защищал права Церкви, в частности он проигнорировал указ, запрещавший пастырскую деятельность священников Могилёвской митрополии среди грекокатоликов. Симон Козловский — автор нескольких богословских трудов. Большое внимание уделялось им религиозному образованию народа, он способствовал массовому изданию проповедей, катехизисов, церковных календарей и прочей духовной литературы.
Викарным епископом при новом митрополите первоначально был Ректор духовной академии Францишек Сымон, который управлял митрополией в периоды, когда архиепископ Козловский уезжал на лечение. После высылки Сымона в Одессу, в 1897 году новым викарным епископом стал епископ Кароль Антоний Недзялковский.
Скончался 14 ноября 1899 года. Похоронен в Санкт-Петербурге в крипте храма Посещения Девой Марией св. Елизаветы (могила не сохранилась).